# Джалили, Саид
Саид Джалили (перс. سعید جلیلی‎; род. 6 сентября 1965, Мешхед) — иранский государственный деятель, представитель Высшего руководителя Ирана в Высшем совете национальной безопасности.

## Биография
Получил образование в тегеранском Университете имама Садика, доктор философии в области политологии. Во время ирано-иракской войны служил в Корпусе стражей Исламской революции. Занимал пост главы администрации Высшего руководителя, а позже — заместителя министра иностранных дел по странам Европы и Америки.

## Карьера

### Кандидатура в президенты в 2013 году
Джалили был кандидатом на президентских выборах 2013 года, выдвинув свою кандидатуру 22 марта 2013 года. Его поддержал Фронт устойчивости Исламской революции, а также Камран Багери Ленкорани, главный кандидат от партии, который отказался от своей кандидатуры в пользу Джалили. Лозунгом его предвыборной кампании была «Приятная жизнь». Он набрал 4 168 946 голосов и занял третье место, уступив избранному президенту Хасану Рухани и занявшему второе место Мохаммаду-Багеру Галибафу.

### Кандидатура в президенты в 2021 году
Перед последним днём регистрации на президентских выборах он считался одним из наиболее вероятных кандидатов. Хотя Джалили заявил, что не будет регистрироваться, если Ибрахим Раиси примет участие в выборах, учитывая множество членов и сторонников действующего правительства, таких как Джахангири, Лариджани, Шариатмадари, Ахунди и Хеммати, противоречиво, что он зарегистрировался на выборах лично или в поддержку Раиси.

### Кандидатура в президенты в 2024 году
В мае 2024 года Джалили зарегистрировал свою кандидатуру на пост президента на президентских выборах 2024 года. Вместе с Масудом Пезешкианом прошёл во второй тур.